# Học viện Đài Loan
Học viện Đài Loan (tiếng Anh: Taiwan Academy, tiếng Trung phồn thể: 臺灣書院; giản thể: 台湾书院; bính âm: Táiwān Shūyuàn) là hệ thống trường công lập phi lợi nhuận được thành lập trên toàn thế giới với mục tiêu phát triển tiếng Quan Thoại (Quốc ngữ của Đài Loan), chữ phồn thể và nghiên cứu về các chủ đề liên quan đến Đài Loan. Học viện Đài Loan đầu tiên được Bộ Văn hoá Trung Hoa Dân Quốc (ROC) thành lập vào năm 2011.

## Lịch sử
Trung Hoa Dân Quốc đã thành lập các trường học và trung tâm văn hoá Trung Quốc ở nước ngoài trong nhiều năm. Là ứng cử viên, Tổng thống Mã Anh Cửu đã đề xuất việc thành lập Học viện Đài Loan trong cuộc bầu cử tổng thống ở Trung Quốc năm 2008 cùng với một quỹ trị giá 150 triệu đô la để tạo ra một giải thưởng Nobel về văn học cho nhân dân Trung Quốc. Văn phòng Đại diện Văn hoá và Kinh tế Đài Bắc khai trương Học viện Đài Loan đầu tiên ở New York, Los Angeles và Houston vào ngày 14 tháng 10 năm 2011. Ngay lập tức, cái tên "Học viện Đài Loan" đã bị các nhà lập pháp của đảng đối lập chỉ trích là "hạ nhục" và "có ý định tự định vị", trái ngược với tên gọi "Học viện Trung Hoa" (中華 書院), mang một ý nghĩa về tinh hoa văn hóa của người Trung Quốc. Bộ trưởng Bộ Văn hoá Trung Hoa Dân Quốc Lung Ying Tai cho biết Học viện Đài Loan sẽ không cạnh tranh hoặc không hợp tác với các Viện Khổng Tử của Trung Quốc đại lục trong thời gian này. CCA cho biết: các Học viện Đài Loan là một phương tiện để sử dụng quyền lực mềm của chính phủ và để cung cấp "những hiểu biết sâu sắc về văn hoá Trung Quốc với các đặc điểm của Đài Loan".
Ngoài ba Học viện Đài Loan được thành lập tại Hoa Kỳ, Bộ Văn hoá cũng đã thiết lập các chi nhánh của Học viện Đài Loan tại 64 quốc gia vào tháng 9 năm 2013.

## Hoạt động
Học viện Đài Loan có ngân sách 21,1 triệu Đô la mỗi năm để tài trợ học bổng cho nghiên cứu Trung Quốc học và Đài Loan học và cũng sẽ thúc đẩy trao đổi học thuật giữa Đài Loan với nước ngoài. Các Học viện Đài Loan tham gia chiếu phim và phát hành "Bộ công cụ Điện ảnh Đài Loan" của Bộ Văn hoá, trong đó có các bộ phim của các đạo diễn gốc Đài Loan như Ang Lee và Edward Yang.